# Крюгер, Энн
Энн Осборн Крюгер (англ. Anne Osborn Krueger; род. 12 февраля 1934) — американский экономист. Главный экономист Всемирного банка с 1982 по 1986 год; первый заместитель Директора-распорядителя МВФ с 1 сентября 2001 года по 31 августа 2006 года. В настоящее время — профессор международной экономики Школы международных исследований имени Пола Нитца (англ. the Paul H. Nitze School of Advanced International Studies) Университета Джонса Хопкинса, располагающейся в вашингтонском кампусе университета.

## Биография
Училась в Оберлинском колледже, специализировалась на введении в право, экономику выбрала в качестве специализации на последнем курсе обучения. Степень доктора философии по экономике получила в Университете Висконсина. Преподавала в Университете Миннесоты (1958—1982), университете Дьюка, в Стэнфордском университете; являлась директором Стэнфордского Центра исследований экономического развития и политических реформ
В 1982−1986 годах шеф-экономист Всемирного банка.
В 2001—2006 годах первый заместитель директора-распорядителя МВФ. С марта по июнь 2004 год исполняла обязанности директора-распорядителя МВФ после отставки Хорста Кёлера.
Президент Американской экономической ассоциации (1996). Лауреат премии Б. Хармса (1990) и премии Фрэнка Сейдмана (1993). Входит в редакцию журнала The World Economy.

## Основные произведения
- «The Political Economy of the Rent-Seeking Society» // American Economic Review 64.3 (1974)
- «Торговая политика и развитие: как мы учимся» (Trade Policy and Development: How We Learn, 1997);
- «Всемирная Торговая Организация как международный институт» (The World Trade Organization as an International Institution, 1998).